# 八一红菱街道
八一红菱街道，是中华人民共和国辽宁省沈阳市苏家屯区下辖的一个乡镇级行政单位。

## 行政区划
八一红菱街道下辖以下地区：
八一社区、官立堡村、来胜堡村、佟罗堡村、仁而堡村、八家子村、邵林子村、三家子村、武镇营村和大双村。